# Athetis vparvum
Athetis vparvum är en fjärilsart som beskrevs av Igor Kozhanchikov 1923. Athetis vparvum ingår i släktet Athetis och familjen nattflyn. Inga underarter finns listade i Catalogue of Life.